# Н’Диай, Асту
Асту Н’Диай (фр. Astou N'Diaye; в замужестве Диатта (англ. Diatta); род. 5 ноября 1973 года в Каолаке, Сенегал) — сенегальская профессиональная баскетболистка, выступавшая в женской национальной баскетбольной ассоциации. Была выбрана на драфте ВНБА 1999 года в четвёртом раунде под общим сорок первым номером командой «Детройт Шок». Играла в амплуа тяжёлого форварда. После окончания спортивной карьеры вошла в тренерский штаб команды NCAA «Юта Стэйт Аггис», в которой отработала всего два сезона.

## Биография
Асту Н’Диай родилась 5 ноября 1973 года в Каолаке, городе в западной части Сенегала.